# Дуби черешчаті (Снітин)
Дуби черешчаті — ботанічна пам'ятка природи місцевого значення в Україні. Розташована в межах Лубенської міської громади Лубенського району Полтавської області у селі Снітин біля церкви.
Площа 0,5 га. Статус надано згідно з рішенням Полтавської обласної ради від 14.01.2002 року. 
Статус надано для збереження двох екземплярів дуба черешчатого віком 330 та 450 років. Діаметр стовбурів дерев на висоті 1,3 м. станом на 2021 рік становить 373 та 452 см. відповідно.